# Parede de escudos

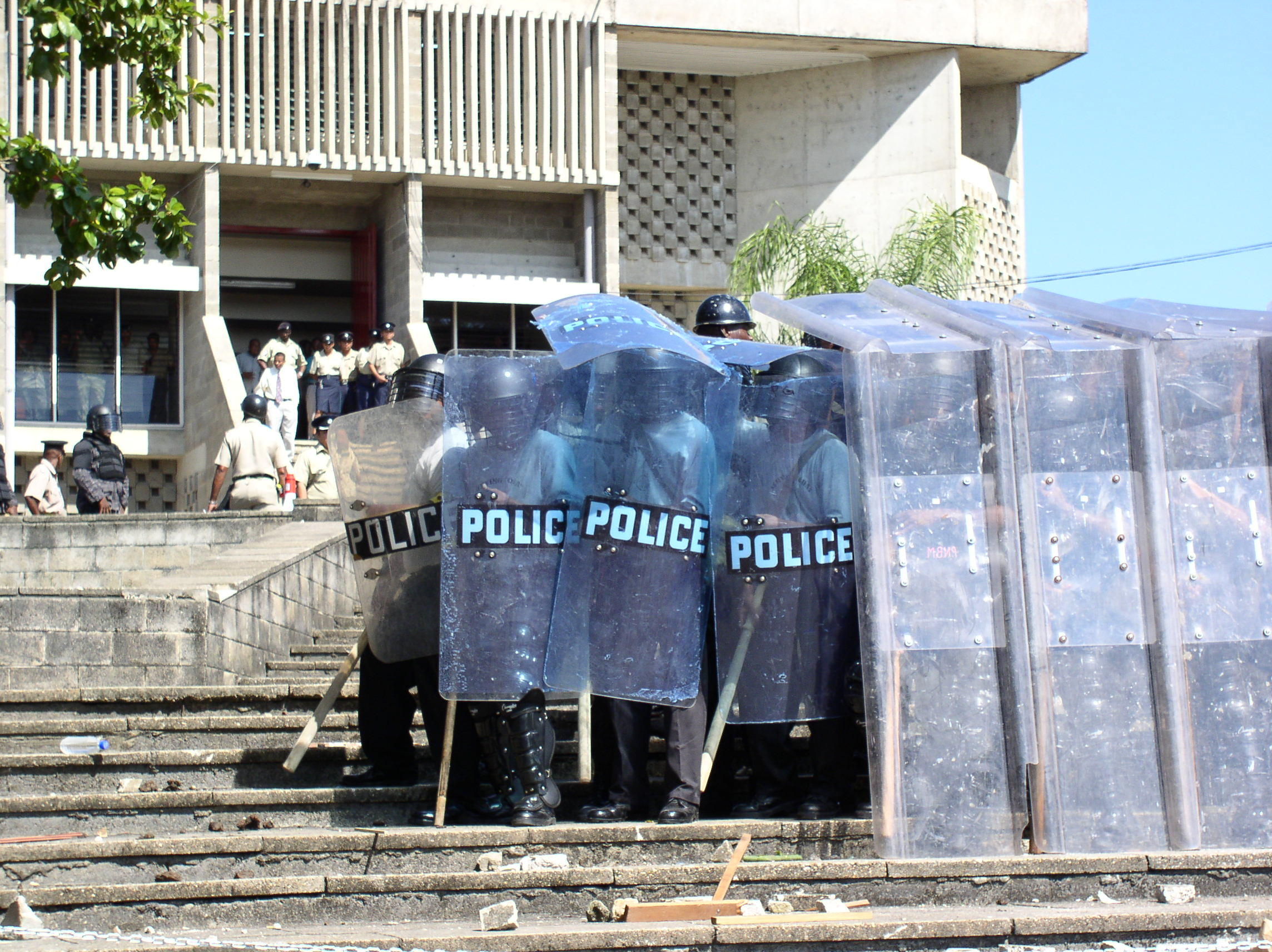
Policiais usando a versão romana da parede de escudos

A Parede de escudos (Scildweall ou Bordweall em Inglês Antigo, Skejadborg em Nórdico Antigo) é uma estratégia militar muito comum em muitas culturas utilizadas durante a Antiguidade e a Idade Média. Houve variações triviais dessa tática entre essas culturas, mas, em geral, a parede de escudo consiste em uma parede formada por soldados em formação ombro a ombro, segurando seus escudos de modo que se encostem ou se sobreponham. Cada homem se beneficia da proteção do escudo de seu vizinho, usualmente o homem da sua direita, bem como protege o de seu lado esquerdo.A organização consistia em borda de escudo junto à borda de escudo. Cada homem cobria com a arma de ataque o companheiro à sua direita (considerando-se apenas destros) e seu escudo cobria o lado direito do homem à sua esquerda.

## História

### Antiguidade
Essa tática era utilizada por muitos exércitos, incluindo os persas esparabaras, os hoplitas gregos nas formações em falange e pelas legiões romanas. A parede de escudo começou a ser utilizada na Grécia Antiga durante o fim do século VIII ou VII a.C.. Os soldados nessas formações de parede de escudos eram chamados hoplitas, assim nomeados por seus armamento pesado. Os escudos mediam 90cm de diâmetro e eram feitos em madeira, recobertos por metal. Em vez de lutarem batalhas individuais em grandes escaramuças, os hoplitas lutavam como unidades coesas nessas apertadas formações com seus escudos empurrando os homens à frente (usando o peso dos números). O lado esquerdo do escudo era utilizado para cobrir o lado desprotegido do próximo hoplita. Os combatentes mais inexperientes ou ruins, eram postos na frente e no centro da formação para propiciar-lhes segurança física e psicológica.

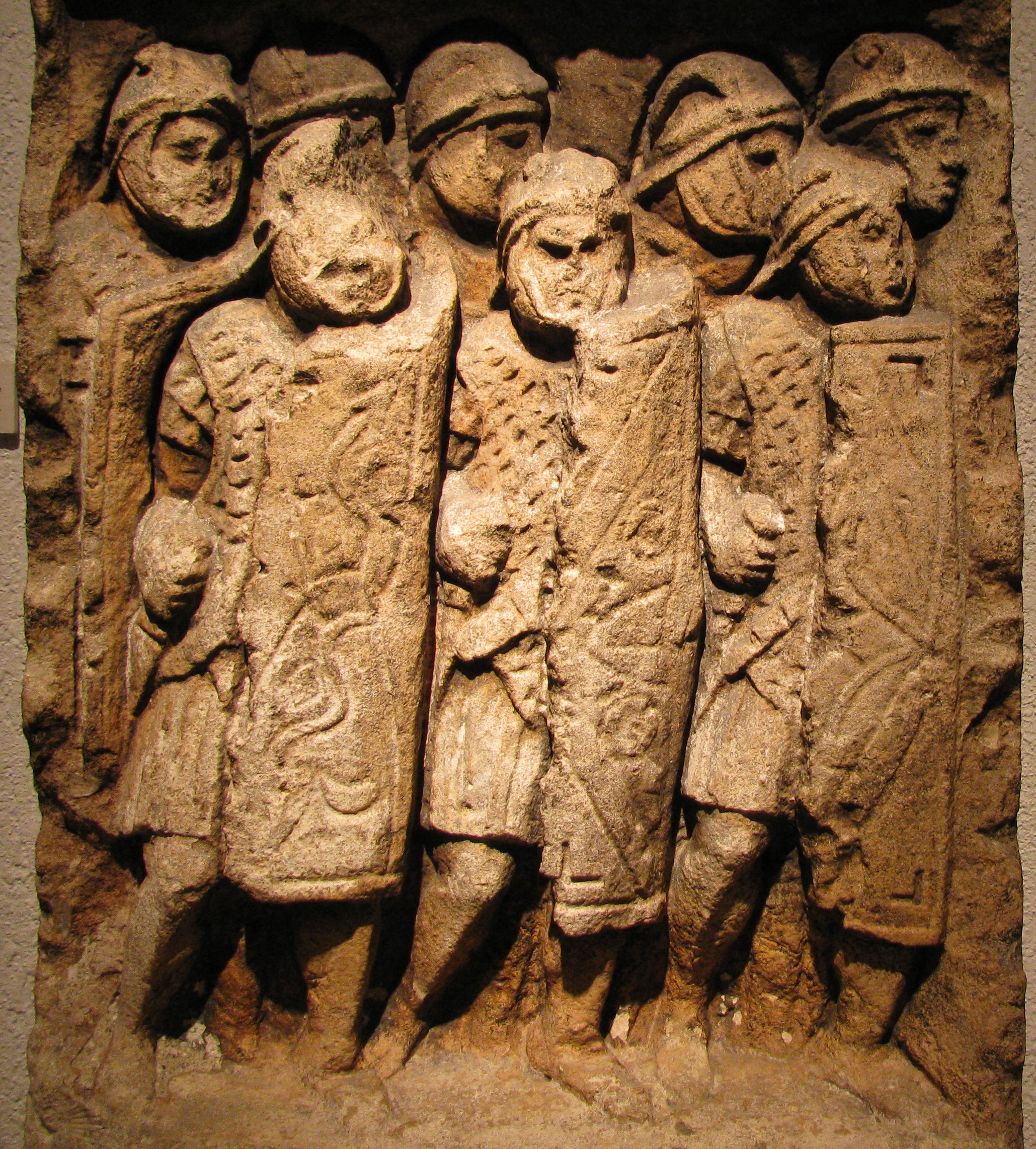
Soldados romanos formando uma murada de escudos, no museu de Lugduno (atual Lião), França

As legiões romanas usavam um tipo de parede de escudo chamado de formação testudo onde a primeira fila formava uma densa parede vertical e as outras linhas mantinham o escudo sobre a cabeça, assim formando uma formação como o casco de uma tartaruga, impenetrável a armas de longo alcance. O homem do lado direito tinha um importante papel, ele cobria o lado direito do guerreiro próximo a ele com seu escudo. Isto era feito de maneira que os escudos encostavam-se uns nos outros e assim formassem uma solida linha de batalha. A segunda linha tinha como função matar ou ferir os homens da primeira linha da parede inimiga, e então tentar rompê-la. As demais linhas eram usadas como peso para o “jogo de empurra” que acontecia sempre que as paredes tentavam romper-se uma a outra. Quando a parede era quebrada, a batalha entrava em combate singular de maneira que o lado da parede colapsada tinha sérias desvantagens.
Na época do alto exercito romano e no exercito bizantino, formações similares de escudos lado a lado, projetando lanças eram chamados de fulco e sua primeira aparição ocorreu no fim do século VI. Legiões romanas eram tipicamente bem treinadas e usualmente utilizavam espadas curtas (como o gládio) quando as paredes se tocavam. Auxiliares eram usualmente menos armados, para prover mais defesa a parede para serem utilizados como lanceiros.

### Inicio do Período Medieval
A parede de escudos era comumente utilizada em muitas partes do norte da Europa, como a Inglaterra e a Escandinávia. Nas batalhas entre Anglo-saxões e dinamarqueses, a maioria dos exércitos Saxões eram do mal treinado fyrd – uma milícia formada por camponeses e as classes mais baixas do povo. No entanto, a tática da parede de escudo improvisada não requeria grandes habilidades, sendo essencialmente um jogo de empurra e esgrima com armas. Uns poucos guerreiros selecionados, como os Huscarl e os tanos, carregavam armas mais pesadas e usavam armaduras mais consistentes. Esses homens atuavam, primeiramente, como suporte para toda a parede, e como guarda-costas para os senhores e realeza.
A vasta maioria dos oponentes em tais batalhas eram armados com lanças, que eles utilizavam para ferir pernas desprotegidas ou os rostos dos oponentes. Armas curtas, como o onipresente Seax, poderiam ser utilizados em partes apertadas das paredes, onde a utilização de armas maiores era limitada pelo espaço. A utilização do arco e armas lançadoras de mísseis era limitada, embora começassem a serem utilizadas para o rompimento das paredes elas raramente foram decisivas para o resultado. A desvantagem da parede de escudos é que esta, uma vez aberta uma brecha, tende-se a desmoronar-se rapidamente. Os pouco treinados homens do fyrd ganhavam moral ao começarem as formações ombro a ombro com seus companheiros, mas tipicamente fugiam quando esta formação estava comprometida. A parede, uma vez aberta, mostrava-se extremamente difícil ou impossível de se restabelecer ou sua linha defensiva e o pânico se espalhava entre seus defensores.
A tática foi utilizada na Batalha de Stamford Bridge, onde o relativamente bem armado exército saxão pegou de surpresa o exército viquingue. Os viquingues não estavam utilizando armaduras e após uma sangrenta batalha de parede de escudos, entrou em pânico. Houve poucos sobreviventes do lado viquingue, enquanto os ingleses tiveram baixas moderadas. Os dois lados da batalha de Hastings podem ser vistos claramente na tapeçaria de Bayeux  utilizando-se dessa tática, embora a cavalaria montada normanda venceu dessa vez, pressagiando o fim da parede de escudos em combate. Quando duas forças formavam paredes de escudos, elas poderiam frequentemente travar a batalha por horas.

### Declínio
A parede de escudo, como tática declinou e ressurgiu inúmeras vezes. Por exemplo, nas falanges gregas e macedônias, quando a lança Dory deu lugar ao Sarissa, era impossível carregar um escudo lardo e ela foi abandonada.
Da mesma forma, na alta idade média, os escudos foram abandonados em favor das armas de haste, carregadas com as duas mãos, dando origem às táticas como o quadrado. 
No renascimento do pensamento e táticas militares, que foi parte do renascimento, teóricos militares como Nicolau Maquiavel, em sua Arte da Guerra, defendiam o ressurgimento das legiões romanas e da espada e escudeiros. Mas como nas falanges anteriores, lanceiros substituíram os escudeiros. 
O quadrado permaneceu em uso nas batalhas europeias do século XVI e XVII, mas com o importante crescimento das armas de longa distancia, foram substituídas pelas formações de coluna no século XVIII.

## Uso nos Tempos Modernos
Embora largamente obsoleta como tática militar, por causa das armas de fogo, a parede de escudos permanece como formação comum para policiais em todo o mundo. Os modernos escudos contra motim não podem ser designados para prover proteção contra arma de fogo enquanto permanecerem leves, mas podem proteger as tropas de segurança contra objetos arremessados (tais como tijolos, Coquetéis Molotov, pedras e etc) ou até mesmo servindo para o combate corpo a corpo.